# Sniper (film)
Sniper (v anglickém originále Liberty Stands Still) je kanadský akční film z roku 2002. Režisérkou filmu je Kari Skogland. Hlavní role ve filmu ztvárnili Wesley Snipes, Linda Fiorentino, Oliver Platt, Martin Cummins a Rekha Sharma.

## Obsazení
| Wesley Snipes    | Joe              |
| Linda Fiorentino | Liberty Wallace  |
| Oliver Platt     | Victor Wallace   |
| Martin Cummins   | Russell Williams |
| Rekha Sharma     | Usherette        |
| Hart Bochner     | Hank Wilford     |
| Fulvio Cecere    | Burt McGovern    |
| Brian Markinson  | Rex Perry        |